# Politices magister
Politices magister, pol.mag., PM, är en variant av den generella magisterexamen inom främst ämnena nationalekonomi eller statsvetenskap, samt på vissa platser även i statistik, kulturgeografi, freds- och konfliktkunskap eller rättsvetenskap.
Utbildningen omfattar i Sverige 240 högskolepoäng och särskilda pol.mag-program har funnits vid flera universitet i Sverige, bland annat vid Karlstads universitet, Umeå universitet, Luleå tekniska universitet, Uppsala universitet, Lunds universitet, Linköpings universitet, Göteborgs universitet, Växjö universitet och Mittuniversitetet. I Finland kan man studera till politices magister vid Åbo Akademi samt även, till stor del på svenska, vid Helsingfors Universitet. Dessa program togs bort den 1 juli 2007 som ett steg i Bolognaprocessen, men går fortfarande att läsa för dem som påbörjat utbildningen före detta datum. Politices magisterexamen utdelas även för senare påbörjade studier vid flera svenska lärosäten.

## Historik
Politices är en genitivform bildad av latinets politice och politica betydande statslära. Den svenska översättningen av politices magister är därför statslärans mästare. År 1935 infördes politices magister som titel för den som avlagt antingen statsvetenskaplig-filosofisk examen vid filosofisk fakultet eller statsvetenskaplig-juridisk examen vid juridisk fakultet. De obligatoriska ämnena var statsvetenskap, nationalekonomi, statistik och företagsekonomi samt den propedeutiska kursen i juridik. Dessa examina, som båda var kombinationer av studier vid filosofisk och juridisk fakultet, ersatte den tidigare kansliexamen vid juridisk fakultet. De ersattes 1958 av filosofisk-samhällsvetenskaplig examen (pol.mag.) med fördjupning i samhällsvetenskap och juridisk-samhällsvetenskaplig examen (jur.pol.mag.) med fördjupning i juridik, vilka avskaffades 1969, men den som påbörjat studier för dessa examina kunde fullfölja dem. Examenstiteln pol.mag återinfördes 1993 och tilldelas den som avlagt magisterexamen innehållande 80 akademiska poäng (motsvarande 120 högskolepoäng) i ett av huvudämnena statsvetenskap, nationalekonomi, statistik eller freds- och konfliktkunskap vid samhällsvetenskaplig fakultet tillsammans med de ovan nämnda biämnena.